# Brussels Kangaroos
Les Brussels Kangaroos sont un club de baseball basé à Bruxelles en Belgique. Le club est rattaché à la Ligue Francophone Belge de Baseball et Softball.

## Introduction
Le club des Brussels Kangaroos est actuellement l’un des plus grands clubs du pays en nombre de membres, et le plus grand club de baseball francophone.  Il a compté jusqu’à 192 membres en [2017] et est un des plus anciens de cette même ligue.
Avant les Brussels kangaroos, il y a eu deux équipes de baseball à Bruxelles :
1. Les Brussels Senators (matricule no 18) dans les années 1950, qui ont gagné le titre de champion de Belgique en 1953, 1958 et 1959, cette équipe était composée à l’époque d’expatriés américains provenant de diverses firmes américaines ayant leurs activités dans la capitale.
2. Les Brussels Expos (TITANS & Amazone’s) de 1989 à 1993 jouaient au Heysel, près du Palais des Expos, et qui ont gagné un challenge de la ligue francophone en 1992 ; ce club s’est retiré de toutes les compétitions belges le 7 juillet 1993.

## Origine du nom
L'origine exacte du nom du club de baseball bruxellois reste inconnue, mais s’inscrit dans la même ligne que d’autres équipes de baseball belges portant typiquement des noms originaux, tels que les Gosselies Black Harpies, Aywaille Bulldogs, Andenne Blue Sox, Ath Dolphins, Mons St Georges’ Dragons, Gilly Golden Hands, Zottegem Bebops, Fleron Diggers ou encore les Borgerhout Squirrels.

## Genèse
Le club est fondé officieusement en 1988 par un étudiant belge de retour d’un séjour aux États-Unis, désireux de récréer au sein de l'Université Libre de Bruxelles l'esprit sportif des campus américains. Il ne sera reconnu comme club officiel à part entière qu'en 1989 sous le matricule 51.

## Évolution du club
Évolution du nombre de membres dans le club :
- 1989 : 16
- 2000 : 80
- 2010 : 154
- 2017 : 192

## Palmarès
Championnat de Belgique
- 2001 : L'équipe des cadets remporte le titre
- 2004, 2007, 2013, 2014, 2015, 2016 et 2017 : L'équipe des minimes remporte le titre
- 2016 : L'équipe des cadets termine 2e

Coupe de Belgique
- 2002 : L'équipe Seniors baseball termine 3e
- 2005 : L'équipe Seniors baseball termine 4e

### Résultats nationaux marquants
- 1993 : L'équipe Seniors baseball est championne de division 4
- 1995 : L'équipe Seniors baseball est championne de division 3
- 1999 : L'équipe Seniors baseball est championne de division 2
- 2002 : L'équipe Softball Hommes est championne de division 2
- 2003 - 2013 : L'équipe softball Dames est championne de division 2
- 2016 : L'équipe Seniors baseball termine 2e de division 2
- 2016 : L'équipe softball Hommes est championne de division 2
- 2017 : L'équipe Seniors baseball termine 3e de division 1